# Región Val-de-Ruz
La región Val-de-Ruz (en francés Région Val-de-Ruz) es una de las cuatro regiones del cantón de Neuchâtel, Suiza. Está conformada por 2 comunas. Corresponde al antiguo distrito de Val-de-Ruz.
La región está compuesta por el val de Ruz y las montañas circundantes pertenecientes al Jura. 

## Geografía
La región Val-de-Ruz está situada en los Valles, que se encuentran entre las regiones del Litoral y de Montañas (Jura). Limita al norte con el Jura bernés (BE), al este y sur con la región Litoral, y al oeste con la región Montañas.

## Historia
Como parte de la reforma de las instituciones cantonales adoptada por referéndum el 24 de septiembre de 2017, se abolieron los antiguos distritos y se creó un distrito electoral único que abarca todo el cantón. La región fue creada el 1 de enero de 2018 con fines puramente estadísticos, pues esta no tiene ninguna función administrativa como los antiguos distritos.

## Comunas
| Región Val-de-Ruz | Región Val-de-Ruz      | Región Val-de-Ruz |
| Comunas           | Población (31.12.2016) | Superficie km²    |
| ----------------- | ---------------------- | ----------------- |
| Val-de-Ruz        | 16 832                 | 124.25            |
| Valangin          | 506                    | 3.76              |
| Total (2)         | 17 338                 | 128.02            |